# Lotus T128 (LMP2)
Vous lisez un « bon article » labellisé en 2016.
Ne pas confondre avec la Lotus T128, une monoplace de Formule 1 engagée par l'écurie Team Lotus.
Chronologie des modèles
Aucun modèle CLM P1/01
La Lotus T128 (par la suite, également appelée Lotus Praga LMP2) est une voiture de course développée pour répondre au règlement des Le Mans Prototype de l'Automobile Club de l'Ouest. Elle est construite par Advanced Design & Engineering Systems Solutions AG et Kodewa GmbH.
Elle est engagée par l'écurie Kodewa, renommé Lotus pour l'occasion, dans le championnat du monde d'endurance FIA 2013 en catégorie LMP2. Après des débuts compliqués lors de la manche de Silverstone, liés à des problèmes de fiabilité, l'auto marque ses premiers points à Spa. Une mésentente financière lors des 24 Heures du Mans entre les sociétés Kodewa et Advanced Design & Engineering Systems Solutions empêche le bon développement de l'auto durant le reste de la saison. ADESS abandonne le projet, laissant à Kodewa l'exploitation des deux Lotus. Au Mans et à São Paulo, les deux Lotus abandonnent. Ce n'est que lors de la manche d'Austin que l'une des deux Lotus se hisse sur la dernière marche du podium LMP2. Après une course anonyme dans les points à Fuji, les deux Lotus se rendent à Shanghai et ne rééditent pas leur performance obtenue au Japon. Elles terminent leur carrière en compétition à Bahreïn par un double abandon.
De ce fait, en huit courses disputées et malgré sa vitesse de pointe élevée, la Lotus T128 obtient comme meilleur résultat un podium lors des 6 Heures du circuit des Amériques. Pour la saison 2014, des discussions ont lieu, notamment avec l'écurie Krohn Racing, en vue d'une présence dans le championnat European Le Mans Series, mais le projet n'aboutit pas.

## Genèse du projet
La voiture est développée en Allemagne par Advanced Design & Engineering Systems Solutions (ADESS) et par Kodewa. Avec Lotus comme sponsor titre, l'écurie Kodewa prend le nom de Lotus,. Les responsables du projet sont Romulus Kolles, créateur de Kodewa, Patrick Louis, directeur général de l'écurie de Formule 1 Lotus F1 Team, Antonin Charouz, manager de Gravity Charouz Racing et Petr Ptacek, propriétaire de Praga, un constructeur automobile tchèque. Stéphane Chosse, ancien ingénieur de l’écurie de Formule 1 HRT et concepteur de la voiture, explique : « Kodewa a une licence d’utilisation du nom Lotus à partir de 2013 pour les LMP2 et 2014 pour les LMP1. Kodewa peut exploiter le nom. Il n’y a pas d’implication de Lotus. Le projet est d’origine Kodewa pour l’étude et la construction de l’auto. Ce sont eux les donneurs d’ordre. Il est prévu de vendre au moins cinq LMP2 sachant que Kodewa en prend déjà deux. Nous avons de bons contacts avec d’autres teams de premier choix ».
L'écurie prévoit également de vendre la T128 aux équipes clientes pour l'utiliser dans d'autres championnats. La T128 est aussi développée pour être conforme au règlement 2014 des Le Mans Prototype, qui améliore considérablement la visibilité du conducteur et la sécurité,. Le nouveau prototype de ADESS utilise une motorisation Judd portant le nom du fabricant tchèque Praga.

## Création du prototype

### Une conception assistée par ordinateur
L'étude de l'auto est assurée à l'aide de logiciels de conception assistée par ordinateur de la société Altair Engineering Inc. Les ingénieurs de ADESS utilisent notamment HyperWorks qui inclut l'outil HyperMesh. Ce dernier est un outil de maillage permettant d'obtenir des simulations numériques par éléments finis. Enfin, l'utilisation du logiciel RADIOSS permet de simuler des crash tests pour concevoir le nez avant de la monocoque.

### Aspects techniques
La Lotus T128, comme d'autres Le Mans Prototype du début des années 2010, utilise un système d'éclairage à technologie LED. Pour sa transmission, elle possède un embrayage tri-disque AP Racing, accouplé à une boîte de vitesses Hewland séquentielle à six rapports,. Le moteur utilisé est le Judd HK qui délivre une puissance d'environ 450 ch, pour un régime maximal de 9500 tr/min, et son couple maximum de 405 N m est atteint à 7 000 tours par minute. Dans le cockpit, le pilote dispose d'un volant multifonction en fibre de carbone. Muni d'un écran LCD, il est directement inspiré de ceux installés à bord des monoplaces de Formule 1. Le système de direction de l'auto est, dans sa globalité, acheté à la société DC Electronic. La carrosserie est fabriquée à partir de plaques en fibre de carbone stratifiées en sandwich. Stéphane Chosse explique que l'aérodynamique de l'auto est la priorité dans la conception. Il entreprend une approche similaire à celle utilisée pendant ses années en Formule 1.
C'est dans le courant du mois de février que la fabrication de la monocoque de la Lotus T128 est terminée. Quant à son homologation, elle est effectuée au mois de mars.

## Histoire en compétition
L'écurie Lotus  engage deux Lotus T128 en Championnat du monde d'endurance FIA 2013. Les deux premiers pilotes annoncés sont Thomas Holzer et Kevin Weeda. Ces deux pilotes ont déjà roulé pour le compte de l'écurie Lotus, à bord des Lola B12/80 pendant la saison 2012,,,. Moins d'un mois plus tard, James Rossiter et Vitantonio Liuzzi sont confirmés pour piloter l'une des deux Lotus aux côtés de Kevin Weeda,,.

### Premier roulage sur le circuit Paul-Ricard
Le 28 mars, l'écurie Lotus est présente pour les essais officiels du championnat du monde d'endurance organisés sur le circuit Paul-Ricard, mais une seule T128 est amenée. Deux autres pilotes sont annoncés dans les baquets des Lotus T128 ; Christophe Bouchut qui rejoint Vitantonio Liuzzi et James Rossiter sur la no 31 et Dominik Kraihamer qui rejoint Kevin Weeda et Jan Charouz sur la no 32,. L'écurie de Jan Charouz, Gravity Charouz Racing, est également impliquée dans le projet. Dans la matinée du 29 mars, le stand de l'équipe Lotus est fermé et le nouveau prototype d'ADESS n'est pas encore dévoilé au public. Quant au second châssis, il est en cours de montage en Allemagne avec le reste de l'équipe. Dans la journée, la Lotus est poussée hors de son garage par les mécaniciens de l'équipe dans l'objectif d'effectuer une séance photos. La séance photos achevée, elle est repoussée dans son garage. L'équipe termine le montage de la voiture et la Lotus prend finalement la piste en fin d'après-midi pour effectuer un unique tour. Après avoir effectué son premier roulage sur le circuit, Stéphane Chosse réagit : « Nous sommes fiers de voir le résultat final de notre développement sur la piste. Durant les douze derniers mois, ADESS a travaillé sur le développement de la T128. Plusieurs années de présence en Formule 1 et en Endurance nous ont sérieusement aidé à dessiner l’auto, ce qui est fortement conseillé pour jouer les premiers rôles en LMP2. Le développement aérodynamique de l’auto a débuté avec un programme intensif de CFD et nous tenons à remercier notre partenaire SCE Solutions pour les tests en soufflerie. Comme le package aérodynamique prenait forme, la conception à grande échelle a été réalisée. Un effort a été fait sur le plan de la sécurité et de la maniabilité afin de rendre l’auto compétitive. Kodewa et nous-mêmes sommes heureux et optimistes de voir la T128 sur la piste à Silverstone ». Durant les différentes séances, la voiture connaît quelques petits problèmes de fiabilité.

### Débuts difficiles à Silverstone

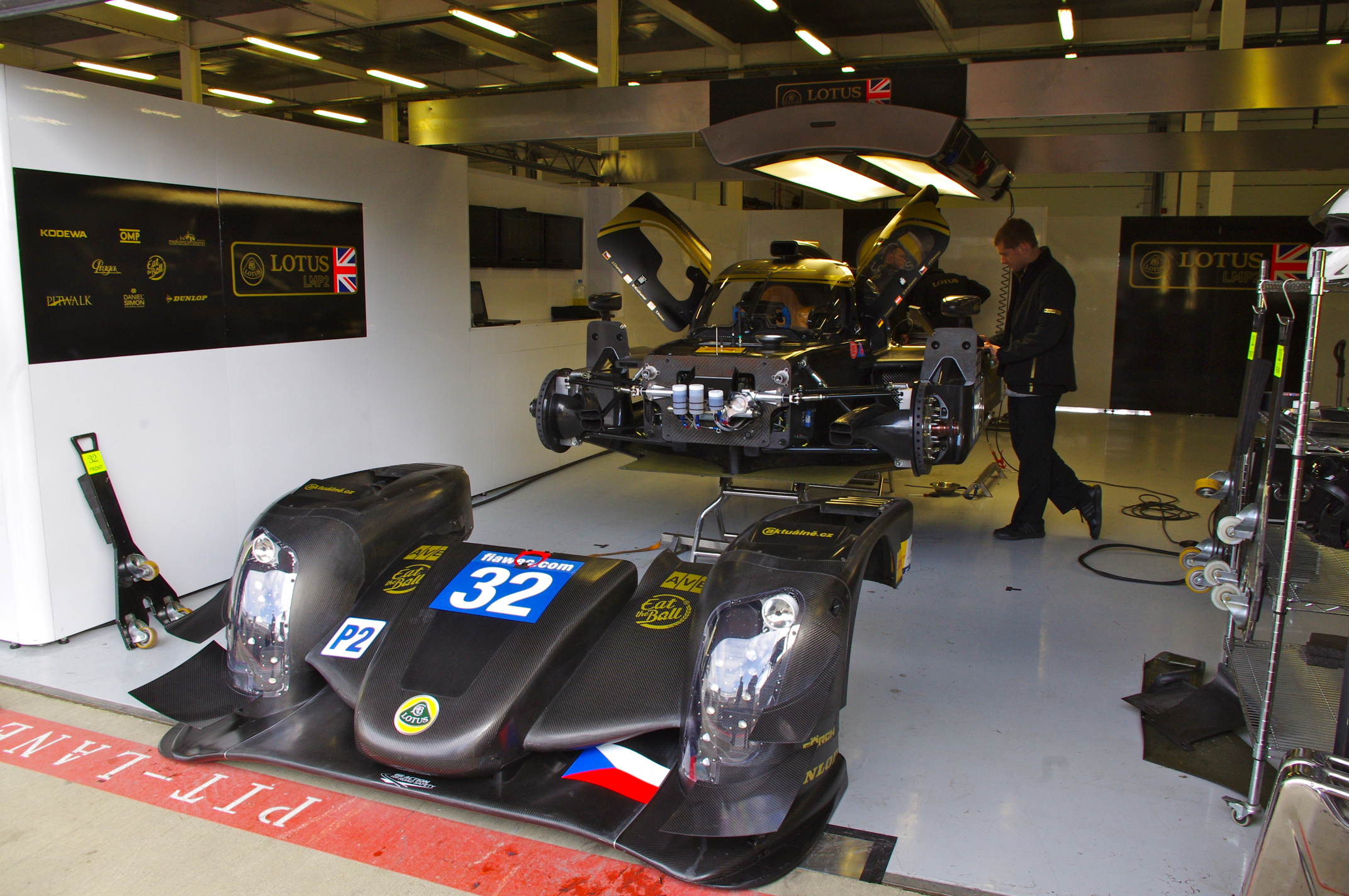
Beaucoup d'interventions dans les stands pour la Lotus no 32 (ici, avec le capot avant démonté) lors des 6 Heures de Silverstone.

L'équipe Lotus est ensuite attendue sur le circuit de Silverstone avec ses deux T128, dans le cadre des 6 Heures de Silverstone. Pour cette première manche du championnat du monde d'endurance FIA, les équipages sont remaniés et Kevin Weeda, Christophe Bouchut et Vitantonio Liuzzi (James Rossiter retenu au Japon est remplacé par Christophe Bouchut) sont annoncés sur la no 31. Thomas Holzer, Dominik Kraihamer et Jan Charouz devraient piloter la no 32,,. Christophe Bouchut s'explique sur son envie de rouler à bord de la Lotus T128 : « Après avoir roulé quatre saisons en ALMS avec deux couronnes à la clé, c’est une autre opportunité qui s’offre à moi en collaborant avec Lotus. Participer à la première course de la Lotus T128 lors de l’ouverture du Championnat du Monde d’Endurance à Silverstone est fantastique. Ce championnat est la référence des courses d’endurance, et depuis 2012 c’était mon objectif d’y prendre part. Chez Lotus, l’atmosphère est très professionnelle mais aussi amicale, et c’est aussi ce que j’apprécie. Je suis très chanceux de partager le volant avec deux bons coéquipiers comme Tonio Liuzzi et Kevin Weeda. Je suis sûr que nous ferons ensemble du bon travail. Je suis impatient de prendre le volant de la T128 à Silverstone ». Dominik Kraihamer ajoute : « Je suis impatient de disputer ma première course avec Lotus. L’hiver a été long et c’est bon de revenir sur la piste en ayant la motivation et la détermination maximale. C’est un vrai challenge que de développer et travailler sur le set up de la nouvelle auto, ce qui est vraiment intéressant pour moi. Tout se passe pour le mieux au sein de l’équipe tout comme avec les autres pilotes, ce qui est un facteur important pour une collaboration fructueuse tout au long de la saison. Je suis vraiment fier d’avoir la chance de travailler avec le team. J’attends beaucoup de rouler à Silverstone et de faire mes premiers tours de roues dans la nouvelle Lotus T128 ».

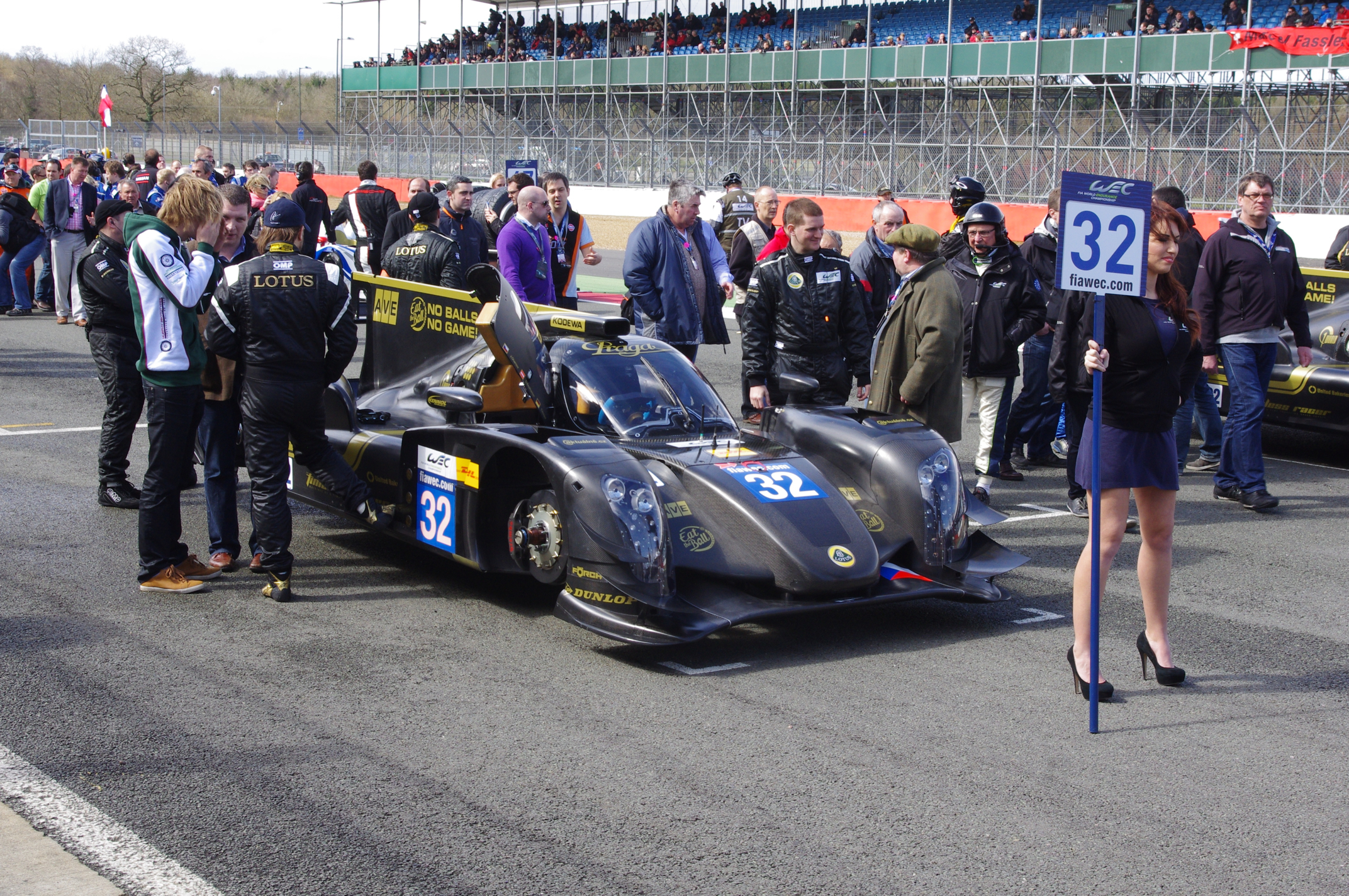
La Lotus T128 no 32 sur la grille de départ des 6 Heures de Silverstone. À noter, Brendon Hartley, concurrent en LMP2 et pilote chez Murphy Prototypes, discutant avec les membres de l'équipe Lotus.

Le 12 avril, pendant la première séance d'essais libres, les deux Lotus T128 restent dans leur stand. Le lendemain, durant la deuxième séance, les conditions de piste sont plus « chaudes » (8 °C dans l'air et 9 °C sur la piste lors de la première séance) et Liuzzi, à bord de la no 31, signe un temps de 1 min 59 s 423, soit à près de 9 secondes de l'Oreca 03-Nissan du G-Drive Racing en tête de la catégorie LMP2,. Les qualifications ont lieu sur piste humide et deux pilotes sont inscrits sur chaque voiture. La Lotus no 31 effectue quatre tours. Le meilleur est signé en 1 min 56 s 558, le deuxième en 2 min 1 s 160, le troisième en 2 min 2 s 669 en et enfin le quatrième meilleur tour est bouclé en 2 min 8 s 191. Elle se qualifie finalement en sixième position avec un temps moyen au tour de 2 min 2 s 144 (c'est la moyenne des temps qui est pris en compte et non le meilleur temps). La Lotus no 32 effectue également quatre tours de piste pour se qualifier. Ses meilleurs tours obtenus le sont en 1 min 57 s 682, 1 min 57 s 766, 1 min 58 s 999 et 2 min 11 s 773. Son temps moyen au tour est donc de 2 min 1 s 555, ce qui lui vaut une cinquième place sur la grille. Le lendemain, dans la première heure de course, la Lotus no 31 connaît des problèmes techniques et doit rentrer aux stands, tandis que la no 32 pilotée par Jan Charouz s'accroche avec l'Oreca 03-Nissan du Pecom Racing, pilotée alors par Nicolas Minassian. Plus tard dans la course, la Lotus no 31 doit renoncer à la suite d'ennuis récurrents de direction. La no 32 connaît également des soucis de fiabilité qui l'oblige à s’arrêter de nombreuses fois à son stand. Finalement, elle termine la course, non classée.

### Une deuxième expérience plus encourageante à Spa
Mi-avril, environ deux semaines avant les 6 Heures de Spa, une première liste des engagés aux essais préliminaires des 24 Heures du Mans est publiée. Les deux Lotus T128 de l'équipe y figurent. James Rossiter devrait alors reprendre le baquet à Christophe Bouchut. Pour la manche spadoise, dernière course avant les 24 Heures du Mans, Christophe Bouchut est d'abord annoncé pour piloter la no 31. Mais c'est finalement James Rossiter, qui comme pour la journée test, le remplace. Pour son retour comme pilote titulaire, il réagit : « Je suis ravi de faire mon retour en FIA WEC ce week-end avec Lotus et de rouler dans la nouvelle T128 pour la première fois. Nous avons encore beaucoup de travail sur notre nouvelle auto mais le potentiel est bien là. J’attends beaucoup de ce challenge en LMP2 et je suis impatient de revenir en piste ».
Dans des conditions de piste sèche, la Lotus T128 no 31 effectue quatre tours de piste. Ses temps obtenus sont : 2 min 10 s 062, 2 min 10 s 316, 2 min 10 s 428 et 2 min 10 s 639, ce qui fait une moyenne de 2 min 10 s 361 au tour. Les qualifications sont encourageantes ; régulière mais à 2 secondes de la pole, elle se qualifie en septième position sur la grille. La no 32 effectue également quatre tours. Ses meilleurs temps sont : 2 min 12 s 350, 2 min 12 s 747, 2 min 12 s 900 et 2 min 13 s 016. Elle se classe huitième, juste derrière sa sœur d'écurie. En course, les deux Lotus connaissent des ennuis d'alternateur, mais parviennent à rallier l'arrivée, aux mêmes positions que sur la grille. La no 32 se classe en septième position juste devant la no 31 qui se classe huitième. James Rossiter est heureux du résultat : « Nous sommes ravis de ce résultat et d’avoir terminé la course avec les deux autos. Il était important de boucler un maximum de kilomètres et de piloter jusqu’à la fin. C’est un grand pas en avant et nous comptons sur ce résultat pour aller encore de l’avant en vue des prochaines courses ». Dominik Kraihamer, septième à l'issue de la course, ajoute : « Nous finissons la course avec les deux autos et nous sommes ravis de cela. L’auto a progressé tout le week-end, ce qui nous a permis de collecter un maximum d’informations sur la nouvelle Lotus Praga T128 LMP2. Le team a fait un travail incroyable et je souhaite les remercier pour avoir rendu possible ces résultats ».

### 24 Heures du Mans 2013: Entre problèmes de fiabilité récurrents et ennuis avec la justice

#### Premier roulage sur le circuit de la Sarthe lors de la Journée Test

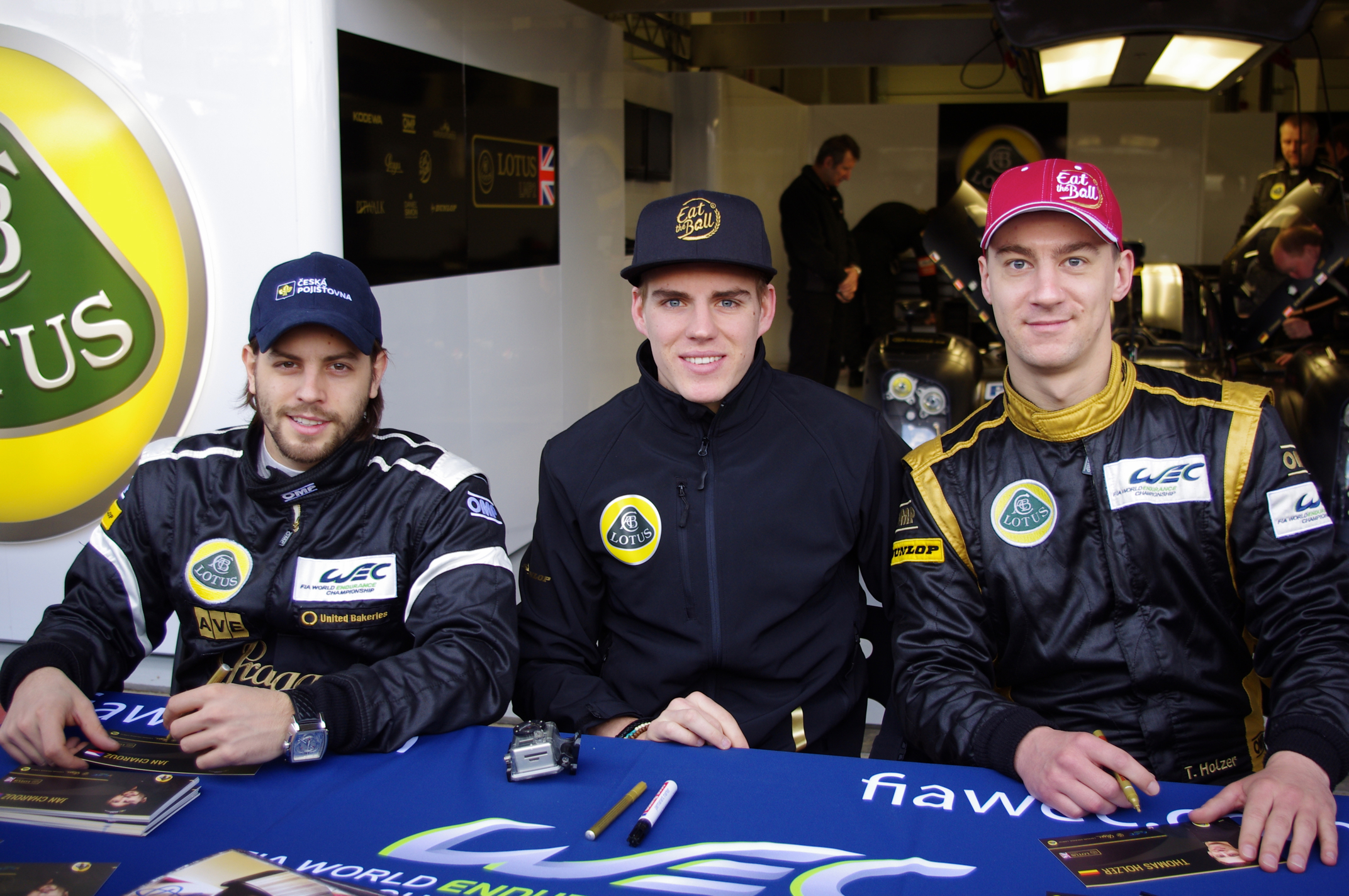
L'équipage de la Lotus T128 no 32 (de gauche à droite : Jan Charouz, Dominik Kraihamer et Thomas Holzer) est reconduit aux 24 Heures du Mans (ici, lors d'une séance d'autographe aux 6 Heures de Silverstone 2013).

L'équipe se rend ensuite le 7 juin à la journée d'essais officiels organisée par l'Automobile Club de l'Ouest, dénommée La Journée Test. En plus des vérifications techniques et administratives prévues les 7 et 8 juin, deux séances d'essais sont organisées le dimanche 9 juin. La première a lieu de 9 h à 13 h et la seconde de 14 h à 18 h. Ancien vainqueur du championnat d'Allemagne de Formule 3 et débutant sur le circuit de la Sarthe, le pilote Brésilien João Paulo de Oliveira est appelé en renfort pour piloter la Lotus no 31 lors de la journée d'essais. Liuzzi absent, Christophe Bouchut fait son retour au volant de la Lotus no 31. La première séance se déroule sur piste humide. La Lotus no 31 effectue son tour le plus rapide en 4 min 8 s 365. À bord de no 32, Jan Charouz ne peut faire mieux que 4 min 11 s 276. Les deux prototypes peinent en performance, ils se classent quinzième et seizième (respectivement, la no 31 et 32) de la catégorie, sur la vingtaine de LMP2 présentes,. Lors de la seconde séance, Dominik Kraihamer sort de la piste dans les virages Porsche. Le pilote autrichien est indemne mais ne peut repartir. Il provoque l'interruption de la séance, car de nombreux débris sont dispersés sur la piste. La Lotus no 32 ne bénéficie pas des conditions de piste séchante de fin de séance. Elle effectue dix tours de moins que la Lotus no 31. Avant l'accident de Kraihamer, Thomas Holzer réalise le meilleur tour de son équipage en 3 min 55 s 160 et atteint seulement la vingt-et-unième place de la catégorie. La Lotus no 31 se qualifie quant à elle à nouveau en quinzième position et son meilleur temps est à mettre au crédit du Britannique James Rossiter en 3 min 44 s 762,.

#### Imbroglio financier entre Kodewa et ADESS
Le 17 juin, à quelques jours des 24 Heures du Mans, l’écurie Lotus décide de mener une action en justice à l'encontre de Stéphane Chosse, ADESS et SCE Solutions. Romulus et Colin Kolles (créateurs de Kodewa) apprennent que Stéphane Chosse et la société ADESS sont endettés. Les deux hommes de Kodewa réclament une somme d'argent qui atteindrait au moins le million d'euros. Le lendemain à 17 h, Stéphane Chosse réplique et les deux Lotus T128 sont saisies par un huissier. Mais dans l'après-midi du 19 juin, le tribunal de la ville du Mans décide que les pièces saisies par l'huissier doivent être restituées à l'équipe,,. Le soir même, les essais libres débutent et une heure après le début de la séance, les deux Lotus T128 sont toujours garées au fond de leur box sans que personne s'en approche. Aucun membre de l'équipe ne souhaite communiquer une quelconque information,. Mais deux heures après le début de la séance, Christophe Bouchut est vu en piste à bord de la Lotus no 31. Sur une piste humide, l'équipage réalise des performances semblables à celles entrevues lors de la Journée Test. La voiture boucle seize tours de piste (meilleur tour en 3 min 51 s 880) et se classe seizième de sa catégorie pour une vingt-quatrième place au classement général. Lors de la première séance qualificative qui a lieu de nuit, Christophe Bouchut réalise le meilleur tour de son équipage en 3 min 47 s 920 (treizième temps en LMP2). La Lotus no 32 ne boucle quant à elle qu'un seul tour de piste sans inscrire de temps,. En raison d'une piste humide lors de la seconde séance, la Lotus no 32 ne peut sécuriser un temps correct (meilleur tour en 4 min 45 s 327). Lors de la dernière séance, Thomas Holzer (sur la Lotus no 32) accroche la quatorzième place avec un temps de 3 min 45 s 274,.

#### Double abandon en course

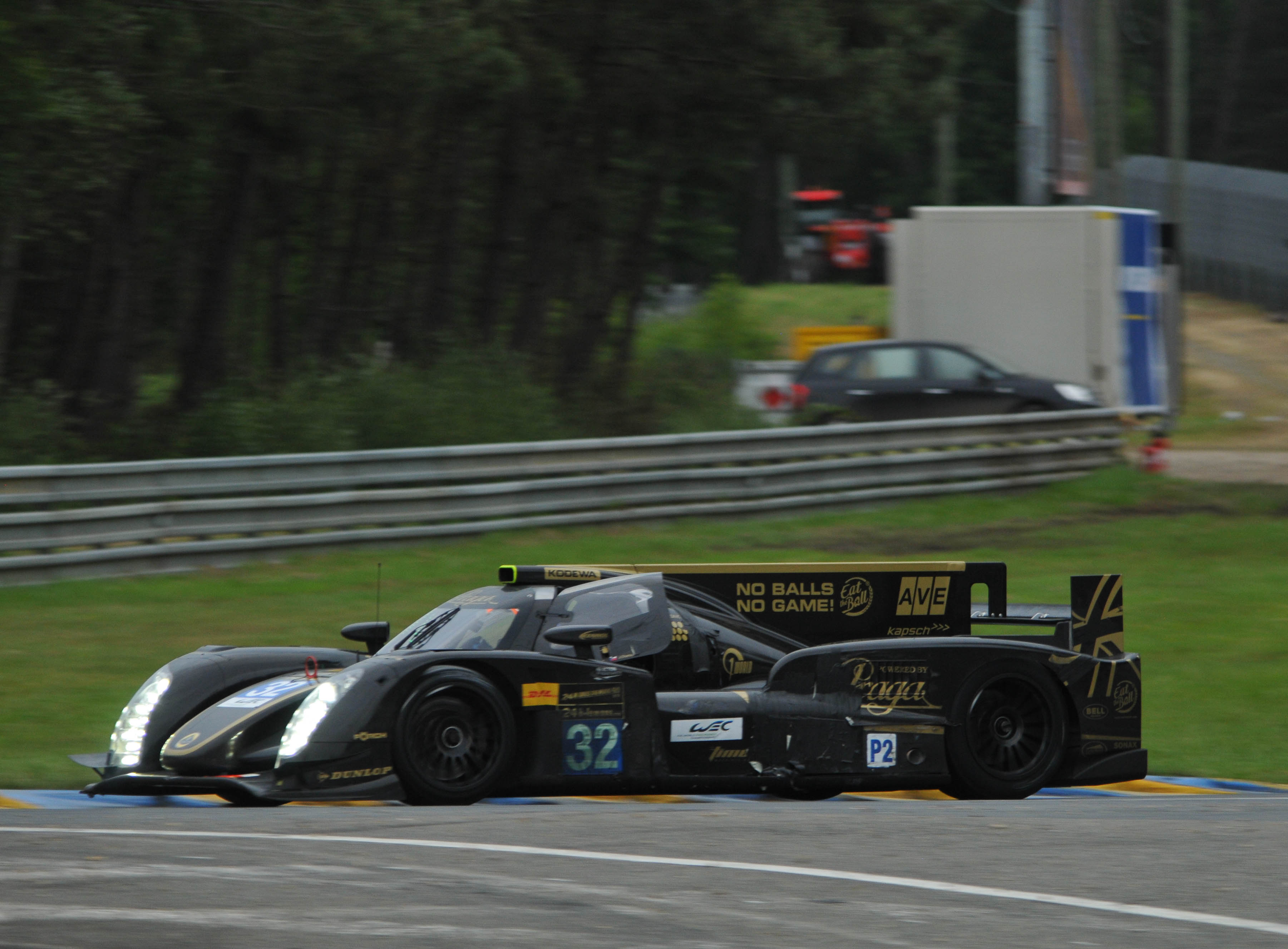
La Lotus T128 no 32 pendant la course des 24 Heures du Mans 2013, endommagée sur le côté gauche et avec la portière gauche ouverte.

Peu après les qualifications, la no 31 est reléguée à la trente-et-unième place du classement général pour non-respect des procédures lors des qualifications. En course, la Lotus no 32 montre un meilleur potentiel, avec notamment une bonne vitesse de pointe (307,3 km/h, la meilleure de sa catégorie avec la Morgan LMP2 no 47 de KCMG) et un tour de Kraihamer bouclé en 3 min 43 s 389. Mais l'équipage portant le dossard no 32 connaît des problèmes qui entrave la marche de l'auto : portière gauche mal fermée à deux reprises et perte du capot arrière. De plus, la fiabilité incertaine liée à la jeunesse de l'auto fait encore défaut et la Lotus rencontre des ennuis récurrents de surchauffe moteur. Dans la dix-septième heure de course, un problème de boîte de vitesses met un terme définitif à sa course. Quant à l'autre T128, elle abandonne sur ennuis électroniques, lorsque Kevin Weeda s'arrête à la chicane Michelin, après seulement dix-sept tours parcourus,,,.

### Nouvelles désillusions à São Paulo
Après la piètre performance réalisée aux 24 Heures du Mans, les Lotus sont présentes à São Paulo. Les équipages de la course précédente sont initialement conservés. Toutefois un doute subsiste quant à celui de la Lotus no 31 où seul Weeda est visible sur la liste des engagés. Deux semaines plus tard, Rossiter est annoncé titulaire pour les 6 Heures de São Paulo mais il doit finalement s'absenter pour disputer une manche de Super GT au Japon,,. La Lotus no 31 est donc pilotée uniquement par Kevin Weeda et Christophe Bouchut. Lors de la séance de qualification, Dominik Kraihamer et Thomas Holzer se classent parmi les cinq premiers de leur catégorie, soit deux places devant l'équipage de l'autre Lotus, pilotée par Kevin Weeda et Christophe Bouchut. Ce dernier ayant rencontré beaucoup de trafic n'a pu améliorer son temps. Le lendemain, pendant la première partie de la course, Dominik Kraihamer s'accroche avec la Toyota de Stéphane Sarrazin,. Après la course, le pilote autrichien reconnaît son erreur et s'excuse : « J’ai tourné dans le Turn 3 et j’ai perdu l’arrière de l’auto. J’ai tout fait pour la rattraper mais je suis allé tout droit et c’est à ce moment que la LMP1 est arrivée à mes côtés. Je suis navré pour l’équipe car le potentiel était là pour faire une bonne course ». Pour la Lotus no 31, ce sont de nouveau des problèmes liés à la boîte de vitesses qui ruinent ses chances de bien figurer. Dès le début de course, Christophe Bouchut est contraint de rentrer à son stand. Il reprend la piste mais doit à nouveau rentrer avant que Kevin Weeda ne reprenne la piste pour franchir la ligne d'arrivée non classé. Bouchut ne peut cacher sa déception : « C’est très dommageable que nous ayons eu ces soucis de boîte de vitesses durant la course. Durant les essais, l’équilibre de l’auto était bon et nous n’avons pas cessé d’améliorer. Nous voulions rouler autant que possible afin de boucler un maximum de kilomètres et recueillir de précieuses données pour les prochaines courses. Compte tenu de nos problèmes, il n’était pas possible de décrocher un bon résultat ».

### Un premier podium pour la Lotus au Texas
Vitantonio Liuzzi, absent à São Paulo car retenu pour une manche de Superstars Series, est de retour dans le baquet de la Lotus T128 no 31 pour participer aux 6 Heures du circuit des Amériques en remplacement de Christophe Bouchut. Le second équipage reste lui inchangé. James Rossiter rentre du circuit de Motegi au Japon où des essais organisés par le championnat Super GT devaient avoir lieu. Le 19 septembre, deux séances de roulage sont organisées sur le circuit des Amériques où seule la Lotus T128 no 32 y prend part en compagnie de la majeure partie du plateau,. Le lendemain débutent les essais libres. Lors de la première séance, la pluie fait son apparition et seules trois LMP2 sortent des stands et signent un temps. L'Oreca 03-Nissan du Pecom Racing signe le meilleur temps, suivie des deux Lotus T128 qui se classent en deuxième position (pour la no 32) et troisième position (pour la no 31). À la suite des séances d'essais libres, les mécaniciens de la Lotus no 31 procèdent à un changement de moteur, le quatrième depuis le début du championnat. La réglementation imposant un maximum de trois blocs par saison dans la catégorie LMP2, l'équipage de la Lotus no 31 se voit donc infliger une pénalité, un stop and go de trois minutes, qui doit être effectué sous drapeau vert dans la première partie de course. Le lendemain, la séance de qualifications des Lotus est compliquée. Jan Charouz, dans la no 32, s'accroche avec la Toyota de Sarrazin dans le premier virage. Bien en deçà des performances affichées par le reste du peloton, les deux Lotus se retrouvent dans les profondeurs du classement, synonyme de sixième (la no 31) et huitième places (la no 32) sur la grille,. En course, la Lotus de James Rossiter s'accroche avec l'Oreca de Pierre Kaffer dès le premier virage. En raison de l'endommagement trop important des suspensions, la Lotus ne peut repartir. En revanche, c'est un premier podium qui attend l'équipage de la Lotus no 32 à l'arrivée. La Lotus de Charouz, Kraihamer et Holzer empêche même à Oreca de réaliser un triplé en LMP2.

### La course de Fuji paralysée par le typhon Wipha
Malgré une séance de qualification disputée sur le sec, qui voit les Lotus T128 se qualifier en huitième et neuvième positions sur la grille de départ (respectivement la no 31 et la no 32), la course des 6 Heures de Fuji se déroule entièrement sous la pluie. Les prévisions météorologiques annoncées plus tôt dans la semaine se sont avérées justes. Le passage du typhon Wipha sur le Fuji Speedway paralyse la totalité de la course. Seuls seize tours sont bouclés par le vainqueur (tous sous voiture de sécurité),. Les deux Lotus terminent la course sans pouvoir remonter dans le classement et se classent en huitième (la no 32) et dixième positions (la no 31).

### Une course anonyme dans les points à Shanghai
Les équipages restent inchangés pour la manche chinoise, à l'exception de Christophe Bouchut qui fait son retour auprès de Liuzzi et Weeda dans le baquet de la no 31,. Des performances trop justes en qualification obligent les deux Lotus T128 à s'élancer du fond de la grille en LMP2 (en septième et huitième position, respectivement, la no 31 et 32). Dans la première moitié de la course, la Lotus no 32 entre en contact avec une voiture de la catégorie GTE Am. Après six heures de course, elle termine finalement à la septième place de la catégorie. Sa sœur d'écurie, la no 31, abandonne sur problème moteur.

### Une dernière épreuve catastrophique à Bahreïn

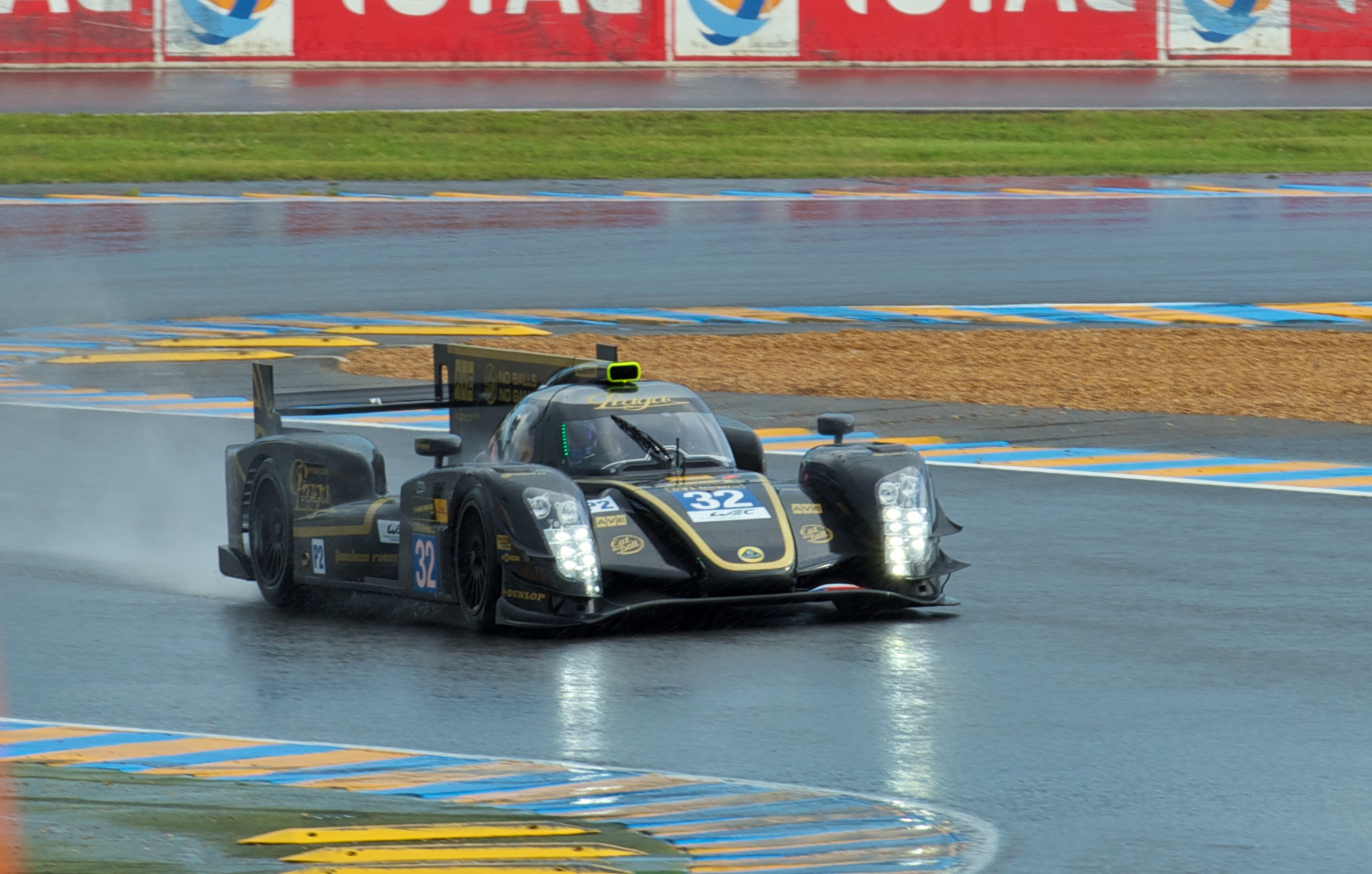
Au terme de la saison, l'équipage de la Lotus no 32 (ici lors des 24 Heures du Mans 2013) marque vingt-six points de plus que celui de la no 31 et réussi notamment à obtenir le seul podium de la Lotus T128 à Austin.

Alors qu'il est annoncé de retour dans le baquet de la Lotus no 31 pour les 6 Heures de Bahreïn, James Rossiter est finalement absent et c'est Lucas Auer, le neveu de Gerhard Berger qui le remplace pour la dernière course de la saison. Le pilote autrichien effectue à cette occasion ses débuts en endurance et en prototype après avoir terminé quatrième du championnat d'Europe de F3 FIA,. Lors de la séance de qualification, les deux Lotus ne réussissent qu'à devancer la Morgan LMP2 du Oak Racing, une auto qui n'est pas pilotée par des pilotes professionnels. Elles se qualifient en septième (la no 31) et huitième positions (la no 32) sur la grille. En course, les deux Lotus T128 rencontrent très rapidement des ennuis. Dans le premier tour de course, Liuzzi s’arrête en bord de piste après avoir eu quelques contacts dans le peloton des LMP2. Quelques minutes plus tard, Dominik Kraihamer commet une erreur et s'accroche avec la Porsche 911 RSR de son compatriote Richard Lietz. La Lotus parvient à rejoindre son stand après avoir concédé vingt tours (environ quarante minutes) au leader de la catégorie LMP2. Trop endommagée, elle ne repart pas en piste,,.

## Épilogue
Au lendemain de la course des 6 Heures de Bahreïn, les dirigeants de l'écurie américaine Krohn Racing, à savoir Tracy Krohn et Niclas Jönsson, testent la Lotus T128. Ce test a pour objectif de préparer l'écurie à un éventuel passage dans la catégorie LMP2 à l'horizon 2015 (en 2013, elle court en championnat du monde d'endurance dans la catégorie GTE Am). Tracy Krohn affirme que son écurie pourrait s'engager dans un double programme, en engageant une voiture dans la catégorie GTLM dans le championnat nord-américain organisé par l'International Motor Sports Association, le United SportsCar Championship, ainsi qu'en championnat du monde d'endurance FIA avec une LMP2 : « Nous avons voulu tester la Lotus LM P2 afin de voir si nous pouvions rouler avec cette auto en 2015 et au-delà. Nic et moi avons roulé dans la Lotus et nous aurions besoin de faire quelques ajustements compte tenu de ma taille. Nous avons apprécié le test en pilotant une auto avec plus de puissance et d’appuis. L’année 2015 s’annonce comme une année charnière à la fois aux États-Unis et en Championnat du Monde d’Endurance. Nous allons tester plusieurs châssis avec la possibilité de prendre part aux deux championnats ». Le prototype conçu par ADESS et Kodewa fait partie des possibilités et un programme européen n'est pas à exclure à l'avenir : « Nous prévoyons de passer les six ou sept prochains mois à évaluer différentes autos fermées P2 afin de voir ce qui correspond le mieux à ma taille et au confort. Une grande partie de la course dépend de la confiance du pilote et de la façon dont il se sent dans l’auto. On ne se sent pas en confiance si l’ergonomie n’est pas optimale. Je dois donc trouver un châssis qui me convient bien. Nous avons pris pas mal de temps à Bahreïn pour avoir une position de conduite adaptée mais cela n’a pas pu se faire correctement. Si nous trouvons une P2 qui nous conviennent, nous pourrions disputer quelques courses du Tudor United SportsCar Championship, FIA WEC ou European Le Mans Series l’année prochaine en ayant un œil sur un programme complet en 2015 et au-delà ».
En 2014, lors de la dernière manche des Blancpain Endurance Series, dans le cadre d'une promotion pour la marque Praga, dont le nouveau modèle, la Praga R1, est présentée en même temps que la série mono-marque Praga R1 Cup, Jan Charouz et son équipe technique exposent une Lotus T128 dans le paddock. Le constructeur Praga se dit intéressé par l'engagement d'une Lotus T128 en European Le Mans Series pour l'année 2015. L'exploitation de l'auto serait assurée uniquement par Praga et non plus par l'équipe Kodewa de Colin Kolles. Malgré ces discussions, la Lotus T128 n'a jamais été engagée à nouveau en compétition, Kodewa préparant la Lotus T129 (finalement renommée CLM P1/01) pour la saison 2014 du championnat du monde d'endurance FIA,,.

## Résultats en championnat du monde d'endurance FIA

### Résultats détaillés
| Pilotes                                             | Séance                        | Nombre de tours effectués | Vitesse moyenne (en km/h) | Meilleur tour               | Température de la piste (en °C) | Température de l'air (en °C) | Conditions de piste | Position (au classement général) | Position (en LMP2) |
| --------------------------------------------------- | ----------------------------- | ------------------------- | ------------------------- | --------------------------- | ------------------------------- | ---------------------------- | ------------------- | -------------------------------- | ------------------ |
| James Rossiter Christophe Bouchut Vitantonio Liuzzi | Séance du vendredi matin      | pas de roulage            | pas de roulage            | pas de roulage              | pas de roulage                  | pas de roulage               | pas de roulage      | pas de roulage                   | pas de roulage     |
| James Rossiter Christophe Bouchut Vitantonio Liuzzi | Séance du vendredi après-midi | 1                         | ?                         | pas de temps                | 13,33                           | 15,78                        | humide              | 20e                              | 8e                 |
| James Rossiter Christophe Bouchut Vitantonio Liuzzi | Séance de nuit du vendredi    | pas de roulage            | pas de roulage            | pas de roulage              | pas de roulage                  | pas de roulage               | pas de roulage      | pas de roulage                   | pas de roulage     |
| James Rossiter Christophe Bouchut Vitantonio Liuzzi | Séance du samedi matin        | 6                         | 186,2                     | 1 min 51 s 956 (au 5e tour) | 14,44                           | 13,83                        | humide              | 8e                               | 6e                 |
| James Rossiter Christophe Bouchut Vitantonio Liuzzi | Séance du samedi après-midi   | 24                        | 190,5                     | 1 min 49 s 444 (au 9e tour) | 13,89                           | 13,67                        | sec                 | 7e                               | 5e                 |

| Numéro | Pilotes                                          | Nombre de tours effectués | Meilleur tour                 | Temps de course total | Nombre d’arrêts | Résultat                                      |                                               |
| ------ | ------------------------------------------------ | ------------------------- | ----------------------------- | --------------------- | --------------- | --------------------------------------------- | --------------------------------------------- |
| 31     | Kevin Weeda Christophe Bouchut Vitantonio Liuzzi | 44                        | 1 min 56 s 355 (au 17e tour)  | 1 h 58 min 37 s 589   | 5               | abandon (direction)                           | abandon (direction)                           |
| 32     | Thomas Holzer Dominik Kraihamer Jan Charouz      | 113                       | 1 min 53 s 033 (au 105e tour) | 6 h 0 min 41 s 708    | 10              | non classée (distance parcourue insuffisante) | non classée (distance parcourue insuffisante) |

| Numéro | Pilotes                                      | Nombre de tours effectués | Meilleur tour                | Temps de course total | Nombre d’arrêts | Position (au classement général) | Position (en LMP2) |
| ------ | -------------------------------------------- | ------------------------- | ---------------------------- | --------------------- | --------------- | -------------------------------- | ------------------ |
| 31     | Kevin Weeda James Rossiter Vitantonio Liuzzi | 144                       | 2 min 11 s 360 (au 20e tour) | 6 h 1 min 51 s 080    | 8               | 24e                              | 8e                 |
| 32     | Thomas Holzer Dominik Kraihamer Jan Charouz  | 152                       | 2 min 12 s 720 (au 24e tour) | 6 h 3 min 12 s 328    | 7               | 14e                              | 7e                 |

|                 | Numéro | Pilotes                                                              | Nombre de tours effectués | Vitesse moyenne (en km/h) | Meilleur temps                                  | Température de la piste (en °C) | Température de l'air (en °C) | Conditions de piste | Position (au classement général) | Position (en LMP2) |
| --------------- | ------ | -------------------------------------------------------------------- | ------------------------- | ------------------------- | ----------------------------------------------- | ------------------------------- | ---------------------------- | ------------------- | -------------------------------- | ------------------ |
| Première séance | 31     | Kevin Weeda James Rossiter Christophe Bouchut João Paulo de Oliveira | 36                        | 197,5                     | 4 min 8 s 365 (au 26e tour)                     | 17,78 °C                        | 14,11 °C                     | humide              | 24e                              | 15e                |
| Première séance | 32     | Thomas Holzer Dominik Kraihamer Jan Charouz                          | 37                        | 195,3                     | 4 min 11 s 276 (Jan Charouz au 15e tour)        | 17,78 °C                        | 14,11 °C                     | humide              | 25e                              | 16e                |
| Deuxième séance | 31     | Kevin Weeda James Rossiter Christophe Bouchut João Paulo de Oliveira | 39                        | 218,3                     | 3 min 44 s 762 (Christophe Bouchut au 25e tour) | 18,33                           | 15,33                        | humide              | 24e                              | 15e                |
| Deuxième séance | 32     | Thomas Holzer Dominik Kraihamer Jan Charouz                          | 29                        | 208,6                     | 3 min 55 s 160 (Thomas Hozer au 26e tour)       | 18,33                           | 15,33                        | humide              | 30e                              | 21e                |

| Numéro | Pilotes                                       | Nombre de tours effectués | Meilleur tour                | Vitesse maximale (km/h) | Temps de course total | Nombre d’arrêts | Résultat                          |
| ------ | --------------------------------------------- | ------------------------- | ---------------------------- | ----------------------- | --------------------- | --------------- | --------------------------------- |
| 31     | Kevin Weeda James Rossiter Christophe Bouchut | 17                        | 3 min 53 s 344 (au 2e tour)  | 304,7                   | 2 h 3 min 34 s 343    | 22              | abandon (problèmes électroniques) |
| 32     | Thomas Holzer Dominik Kraihamer Jan Charouz   | 219                       | 3 min 43 s 389 (au 82e tour) | 307,3                   | 16 h 36 min 42 s 745  | 2               | abandon (boîte de vitesses)       |

| Numéro | Pilotes                                     | Nombre de tours effectués | Meilleur tour                | Temps de course total | Nombre d’arrêts | Résultat                                 |
| ------ | ------------------------------------------- | ------------------------- | ---------------------------- | --------------------- | --------------- | ---------------------------------------- |
| 31     | Kevin Weeda Christophe Bouchut              | 47                        | 1 min 29 s 578 (au 16e tour) | 5 h 22 min 21 s 886   | 5               | abandon (boîte de vitesses)              |
| 32     | Thomas Holzer Dominik Kraihamer Jan Charouz | 23                        | 1 min 28 s 950 (au 4e tour)  | 34 min 52 s 643       | 0               | abandon (accrochage avec la Toyota no 8) |

| Numéro | Pilotes                                      | Nombre de tours effectués | Meilleur tour                 | Temps de course total | Nombre d’arrêts | Position (au classement général)        | Position (en LMP2)                      |
| ------ | -------------------------------------------- | ------------------------- | ----------------------------- | --------------------- | --------------- | --------------------------------------- | --------------------------------------- |
| 31     | Kevin Weeda James Rossiter Vitantonio Liuzzi | 0                         | pas de temps                  | ?                     | 0               | abandon (accrochage avec l'Oreca no 49) | abandon (accrochage avec l'Oreca no 49) |
| 32     | Thomas Holzer Dominik Kraihamer Jan Charouz  | 174                       | 1 min 57 s 303 (au 110e tour) | 6 h 1 min 33 s 496    | 6               | 7e                                      | 3e                                      |

| Numéro | Pilotes                                      | Nombre de tours effectués | Meilleur tour                | Temps de course total | Nombre d’arrêts | Position (au classement général) | Position (en LMP2) |
| ------ | -------------------------------------------- | ------------------------- | ---------------------------- | --------------------- | --------------- | -------------------------------- | ------------------ |
| 31     | Kevin Weeda James Rossiter Vitantonio Liuzzi | 16                        | 2 min 19 s 120 (au 12e tour) | 2 h 57 min 46 s 761   | 1               | 23e                              | 10e                |
| 32     | Thomas Holzer Dominik Kraihamer Jan Charouz  | 16                        | 2 min 35 s 928 (au 6e tour)  | 2 h 56 min 29 s 588   | 0               | 11e                              | 8e                 |

| Numéro | Pilotes                                          | Nombre de tours effectués | Meilleur tour                | Temps de course total | Nombre d’arrêts | Position (au classement général) | Position (en LMP2) |
| ------ | ------------------------------------------------ | ------------------------- | ---------------------------- | --------------------- | --------------- | -------------------------------- | ------------------ |
| 31     | Kevin Weeda Christophe Bouchut Vitantonio Liuzzi | 93                        | 1 min 58 s 156 (au 91e tour) | 3 h 23 min 38 s 339   | 5               | abandon (moteur)                 | abandon (moteur)   |
| 32     | Thomas Holzer Dominik Kraihamer Jan Charouz      | 16                        | 1 min 58 s 247 (au 79e tour) | 6 h 3 min 14 s 905    | 172             | 11e                              | 7e                 |

| Numéro | Pilotes                                     | Nombre de tours effectués | Meilleur tour             | Temps de course total | Nombre d’arrêts | Résultat                                   |
| ------ | ------------------------------------------- | ------------------------- | ------------------------- | --------------------- | --------------- | ------------------------------------------ |
| 31     | Kevin Weeda Lucas Auer Vitantonio Liuzzi    | 0                         | pas de temps              | ?                     | 0               | abandon (accrochage)                       |
| 32     | Thomas Holzer Dominik Kraihamer Jan Charouz | 5                         | 2 min 0 s 73 (au 4e tour) | 50 min 7 s 462        | 1               | abandon (accrochage avec la Porsche no 92) |

### Résultats synthétiques
| Saison | Écurie | Moteur                   | Pneus  | Numéros | Courses | Courses | Courses | Courses | Courses | Courses | Courses | Courses | Points inscrits | Classement |
| Saison | Écurie | Moteur                   | Pneus  | Numéros | 1       | 2       | 3       | 4       | 5       | 6       | 7       | 8       | Points inscrits | Classement |
| ------ | ------ | ------------------------ | ------ | ------- | ------- | ------- | ------- | ------- | ------- | ------- | ------- | ------- | --------------- | ---------- |
| 2013   | Lotus  | Judd HK V8 atmosphérique | Dunlop |         | SIL     | SPA     | LMS     | SÃO     | CdA     | FUJ     | SHA     | BAH     |                 |            |
| 2013   | Lotus  | Judd HK V8 atmosphérique | Dunlop | 31      | Abd     | 8e      | Abd     | Abd     | Abd     | 10e     | Abd     | Abd     | 11              | 8e         |
| 2013   | Lotus  | Judd HK V8 atmosphérique | Dunlop | 32      | Nc      | 7e      | Abd     | Abd     | 3e      | 8e      | 7e      | Abd     | 37              | 7e         |

Légende : ici